# Тенази (Ровиго)
Тенази је насеље у Италији у округу Ровиго, региону Венето.
Према процени из 2011. у насељу је живело 68 становника. Насеље се налази на надморској висини од 6 м.